# Liste des personnes enterrées dans la basilique Saint-Denis
Cette page dresse une liste des personnes inhumées dans la basilique Saint-Denis, nécropole royale des rois de France depuis Dagobert Ier.

## Les Mérovingiens
| N° | Nom | Nom                                             | Titulature                                             | Parentèle                           | Commentaires                                 | Illustration |
| -- | --- | ----------------------------------------------- | ------------------------------------------------------ | ----------------------------------- | -------------------------------------------- | ------------ |
| 1  |     | Arégonde (~516 - ~574/580)                      | Reine des Francs                                       | 3ème épouse de Clotaire Ier         | Tombeau détruit sous la Révolution française |              |
| 2  |     | Dagobert Ier (~602/605 - 19 janvier 638 ou 639) | Roi des Francs (629 - 638/639)                         | Fils de Clotaire II et de Bertrude  |                                              |              |
| 3  |     | Nantilde (~608/610 - ~642)                      | Reine des Francs                                       | 2ème épouse de Dagobert Ier         |                                              |              |
| 4  |     | Clovis II (~635 - 31 octobre 657)               | Roi des Francs de Neustrie et de Bourgogne (639 - 657) | Fils de Dagobert Ier et de Nantilde |                                              |              |

## Les Carolingiens
| N° | Nom | Nom                                               | Titulature                                                                                                 | Parentèle                                                              | Commentaires                                                    | Illustration |
| -- | --- | ------------------------------------------------- | --- | ---------------------------------------------------------------------- | --------------------------------------------------------------- | ------------ |
| 5  |     | Charles Martel(~690 - 22 octobre 741 )            | Duc d'Austrasie, maire du palais (717 - 741) et le souverain de facto du royaume des Francs                | Fils de Pépin de Herstal et de Alpaïde                                 |                                                                 |              |
| 6  |     | Pépin le Bref(~714 - 24 septembre 768)            | Maire du palais de Neustrie (741 - 751) Roi des Francs (751 - 768)                                         | Fils de Charles Martel et de Rotrude de Hesbaye (c. 690 † 724)         |                                                                 |              |
| 7  |     | Bertrade de Laon(~720 - 12 juillet 783)           | Reine des Francs                                                                                           | Fille de Caribert de Laon et de Gisèle de Laon Épouse de Pépin le Bref |                                                                 |              |
| 8  |     | Charles II le Chauve(13 juin 823 - 6 octobre 877) | Roi des Francs de Francie occidentale (843 - 877), d'Italie (875 - 877) et Empereur d'Occident (875 - 877) | Fils de Louis Ier le Pieux et de Judith de Bavière                     | Le tombeau en bronze a été détruit sous la Révolution française |              |
| 9  |     | Louis III de France(~863/865 - 5 août 882)        | Roi des Francs de Francie occidentale                                                                      | Fils de Louis II et Ansgarde de Bourgogne                              |                                                                 |              |
| 10 |     | Carloman II de France(~867 - 6 décembre 884)      | Roi des Francs de Francie occidentale                                                                      | Fils de Louis II et Ansgarde de Bourgogne                              |                                                                 |              |

## Les Robertiens
| N° | Nom | Nom                                 | Titulature | Parentèle                                       | Commentaires                       | Illustration |
| -- | --- | ----------------------------------- | --- | ----------------------------------------------- | ---------------------------------- | ------------ |
| 11 |     | Eudes Ier(~852 - 3 janvier 898)     | Roi des Francs de Francie occidentale (888 - 898), comte de Paris, comte de Troyes, duc des Francs et marquis de Neustrie. | Fils de Robert le Fort et de Adélaïde de Tours  | Tombeau détruit sous la Révolution |              |
| 12 |     | Hugues le Grand(~898 - 16 juin 956) | Comte de Paris, marquis de Neustrie (923 - 956), puis duc des Francs à partir de 936, comte d'Auxerre (954 - 956).         | Fils de Robert Ier et de Béatrice de Vermandois |                                    |              |

## Les Capétiens directs
| N° | Nom | Nom                                                            | Titulature | Parentèle                                                                                            | Commentaires                                       | Illustration |
| -- | --- | -------------------------------------------------------------- | --- | --- | -------------------------------------------------- | ------------ |
| 13 |     | Hugues Capet (~939/941 - 24 octobre 996)                       | Roi des Francs                                                                                                | Fils de Hugues le Grand et de Hedwige de Saxe                                                        | Tombeau détruit sous la Révolution                 |              |
| 14 |     | Robert II de France (~972 - 20 juillet 1031)                   | Roi des Francs Duc de Bourgogne                                                                               | Fils de Hugues Capet et de Adélaïde d'Aquitaine                                                      |                                                    |              |
| 14 |     | Constance d'Arles (~986 - 25 juillet 1032)                     | Reine des Francs                                                                                              | Fille de Guillaume Ier le Libérateur et de Adélaïde d'Anjou Épouse de Robert II le Pieux             |                                                    |              |
| 15 |     | Louis VI de France (1er décembre 1081 - 1er août 1137)         | Roi des Francs                                                                                                | Fils de Philippe Ier et de Berthe de Hollande                                                        |                                                    |              |
| 16 |     | Constance de Castille (~1136 - 4 octobre 1160)                 | Reine des Francs                                                                                              | Fille de Alphonse VII de León et Castille et de Bérengère de Barcelone Épouse de Louis VII de France |                                                    |              |
| 17 |     | Philippe II Auguste de France (21 août 1165 - 14 juillet 1223) | Roi de France                                                                                                 | Fils de Louis VII le Jeune et de Adèle de Champagne                                                  | Tombeau détruit pendant la Guerre de Cent Ans      |              |
| 18 |     | Louis VIII le Lion (5 septembre 1187 - 8 novembre 1226)        | Roi de France et d'Angleterre (bien que contesté)                                                             | Fils de Philippe II Auguste et de Isabelle de Hainaut                                                | Tombeau détruit pendant la Guerre de Cent Ans      |              |
| 19 |     | Philippe-Dagobert de France (1222-1235)                        | Prince royal                                                                                                  | Fils de Louis VIII le Lion et de Blanche de Castille Frère de Saint Louis                            | A l'origine inhumé en l'abbaye royale de Royaumont |              |
| 20 |     | Saint Louis (25 avril 1214 - 25 août 1270)                     | Roi de France                                                                                                 | Fils de Louis VIII le Lion et de Blanche de Castille                                                 | Tombeau détruit pendant la Guerre de Cent Ans      |              |
| 21 |     | Isabelle d'Aragon (~1247 - 28 janvier 1271)                    | Reine de France                                                                                               | Fille de Jacques Ier le Conquérant et de Yolande de Hongrie Épouse de Philippe III le Hardi          |                                                    |              |
| 22 |     | Charles Ier de Sicile (21 mars 1227 - 7 janvier 1285)          | Roi de Sicile, de Naples, de Jérusalem et de d'Albanie Comte d'Anjou, du Maine, de Provence et de Forcalquier | Fils de Louis VIII le Lion et de Blanche de Castille Frère de Saint Louis                            |                                                    |              |
| 23 |     | Philippe III le Hardi (1er mai 1245 - 5 octobre 1285)          | Roi de France                                                                                                 | Fils de Saint Louis et de Marguerite de Provence                                                     |                                                    |              |
| 24 |     | Marguerite de Provence (~1221 - 21 décembre 1295)              | Reine de France                                                                                               | Fille de Raimond-Bérenger IV de Provence et de Béatrice de Savoie Épouse de Saint Louis              | Tombeau détruit pendant la Guerre de Cent Ans      |              |
| 25 |     | Philippe IV le Bel (avril/juin 1268 - 29 novembre 1314)        | Roi de France et de Navarre Comte de Champagne                                                                | Fils de Philippe III le Hardi et de Isabelle d'Aragon                                                |                                                    |              |
| 26 |     | Louis X le Hutin (4 octobre 1289 - 5 juin 1316)                | Roi de France et de Navarre Comte de Champagne                                                                | Fils de Philippe IV le Bel et de Jeanne Ire de Navarre                                               |                                                    |              |
| 27 |     | Jean Ier le Posthume (14 novembre 1316 - 19 novembre 1316)     | Roi de France et de Navarre                                                                                   | Fils de Louis X et de Clémence de Hongrie                                                            |                                                    |              |
| 28 |     | Philippe V le Long (1293 - 3 janvier 1322)                     | Roi de France et de Navarre Comte de Poitiers et Comte palatin de Bourgogne                                   | Fils de Philippe IV le Bel et de Jeanne Ire de Navarre                                               |                                                    |              |
| 29 |     | Charles IV le Bel (18 juin 1294 - 1er février 1328)            | Roi de France et de Navarre Comte de la Marche et de Bigorre                                                  | Fils de Philippe IV le Bel et de Jeanne Ire de Navarre                                               |                                                    |              |
| 30 |     | Jeanne II de Navarre (28 janvier 1312 - 6 octobre 1349)        | Reine de Navarre Comtesse d'Évreux, de Longueville, d'Angoulême et de Mortain                                 | Fille de Louis X de France et de Marguerite de Bourgogne Épouse de Philippe III de Navarre           |                                                    |              |
| 31 |     | Jeanne d'Évreux (~1310 - 4 mars 1371)                          | Reine de France et reine consort de Navarre                                                                   | Fille de Louis d'Évreux et Marguerite d'Artois Épouse de Charles IV le Bel                           |                                                    |              |
| 32 |     | Marguerite Ière de Bourgogne (~1309 - 9 mai 1382)              | Comtesse de Bourgogne, d'Artois, Rethel, de Flandre et de Nevers                                              | Fille de Philippe V le Long et de Jeanne II de Bourgogne                                             |                                                    |              |

## Les Valois
- Philippe VI de Valois
- Jeanne de Bourgogne, première épouse de Philippe VI (tombeau détruit sous la Révolution française)
- Blanche de Navarre, deuxième épouse de Philippe VI
- Jeanne de France, fille de Philippe VI et de Blanche de Navarre
- Jean II le Bon
- Charles V le Sage
- Jeanne de Bourbon, épouse de Charles V
- Charles VI le Fou
- Isabeau de Bavière, épouse de Charles VI
- Charles VII le Bien Servi (tombeau détruit sous la Révolution française)
- Marie d'Anjou, épouse de Charles VII (tombeau détruit sous la Révolution française)
- Charles VIII (tombeau détruit sous la Révolution française)
- Anne de Bretagne, épouse de Charles VIII et deuxième épouse de Louis XII
- Louis XII
- François Ier
- Claude de France, première épouse de François Ier
- Louise de Savoie, mère de François Ier
- Henri II
- Catherine de Médicis, épouse d'Henri II
- François II (tombeau détruit sous la Révolution française)
- Charles IX (tombeau détruit sous la Révolution française)
- Henri III (tombeau détruit sous la Révolution française)
- Louise de Lorraine-Vaudémont, épouse d'Henri III (inhumée en 1817)

## Les Bourbons
- Marie de Bourbon, prieure de Poissy
- Henri IV (tombeau détruit sous la Révolution française)
- Marguerite de France, première épouse d'Henri IV (tombeau détruit sous la Révolution française)
- Marie de Médicis, deuxième épouse d'Henri IV (tombeau détruit sous la Révolution française)
- Gaston d'Orléans, fils d'Henri IV
- Henriette-Marie de France, fille d'Henri IV et épouse de Charles Ier d'Angleterre
- Louis XIII (tombeau détruit sous la Révolution française)
- Anne d'Autriche, épouse de Louis XIII (tombeau détruit sous la Révolution française)
- Louis XIV (tombeau détruit sous la Révolution française)
- Marie-Thérèse d'Autriche, épouse de Louis XIV (tombeau détruit sous la Révolution française)
- Philippe II d'Orléans, neveu de Louis XIV
- Louis XV (tombeau détruit sous la Révolution française)
- Marie Leszczyńska, épouse de Louis XV (tombeau détruit sous la Révolution française)
- Louise de France, fille de Louis XV
- Marie-Thérèse d'Espagne, épouse de Louis, fils de Louis XV
- Sophie de France, fille de Louis XVI et de Marie-Antoinette
- Louis-Joseph de France, fils de Louis XVI et de Marie-Antoinette
- Louis XVI
- Marie-Antoinette d'Autriche, épouse de Louis XVI
- Cœur de Louis XVII
- Louis XVIII
- Charles-Ferdinand d'Artois, duc de Berry, deuxième fils du roi Charles X de France

## Serviteurs de la monarchie française
- Alphonse de Brienne, grand chambrier de France de Saint Louis
- Bertrand du Guesclin, connétable de Charles V
- Jehan Pastoret (1328-1405), président du Parlement de Paris sous Charles V et membre de la régence de Charles VI
- Bureau de La Rivière, chambellan de Charles V et Charles VI
- Louis de Sancerre, connétable de France de Charles VI
- Guillaume III du Chastel, chambellan de Charles VII
- Arnault Guilhem de Barbazan, chambellan de Charles VII
- Pierre de Beaucaire, chambellan de Louis IX
- Marin de Montchenu, premier maître d'hôtel de François Ier, mort en 1543
- Gaspard IV de Coligny, mort en 1649 alors qu'il venait d'être créé maréchal de France
- Jean-François Paul de Gondi, cardinal de Retz, archevêque de Paris et abbé de Saint-Denis
- Jacques de Stuer de Caussade, marquis de Saint-Maigrin, lieutenant général, mort le 2 juillet 1652
- Henri de La Tour d'Auvergne, vicomte de Turenne, maréchal de France

## Rois dont les monuments funéraires ont été transférés à Saint-Denis mais non inhumés dans la basilique
- Le tombeau de Childebert Ier et la dalle funéraire de Frédégonde que l'on peut voir à Saint-Denis proviennent de l'abbaye de Saint-Germain-des-Prés, là où ils ont été inhumés respectivement en 558 et en 597.
- De même, un gisant de Clovis Ier a été transféré dans la basilique.
- Le tombeau de Léon VI, souverain du royaume d'Arménie de la famille française de Lusignan a également été transféré à Saint-Denis. Mais ces quatre souverains n'ont pas été enterrés à Saint-Denis et leurs cendres n'y ont jamais reposé.
- La plaque de marbre scellant l'ossuaire installé sous la Restauration mentionne Clotaire III, fils aîné de Clovis II mais il a été inhumé à Chelles.
- Louis VII de France, inhumé, conformément à ses dernières volontés, dans l'abbaye de Barbeau qu'il avait fondée ; Louis XVIII fait transporter le 30 juin 1817 ses cendres à la basilique Saint-Denis)